# بلک بتسی (ویرجینیای غربی)
بلک بتسی (به انگلیسی: Black Betsy) یک منطقهٔ مسکونی در ایالات متحده آمریکا است که در شهرستان پاتنم، ویرجینیای غربی واقع شده‌است.